# Караванна вулиця (Санкт-Петербург)
Караванна вулиця (рос. Караванная улица) — вулиця, що з'єднує площу Бєлінського та Невський проспект. Розташовується в Центральному районі Санкт-Петербурга.

## Історія вулиці
Була прокладена у першій половині XVIII століття як дорога від Літнього палацу імператриці Єлизавети Петрівни (сьогодні на його місці знаходиться Михайлівський замок) до Невської перспективи. Офіційної назви дорога не мала, але кажуть[хто?] , Що петербуржці називали її Садовою. Можливо, це пов'язано з тим, що вздовж вулиці росли високі берези, пересаджені з Адміралтейського луки у 1745 році .

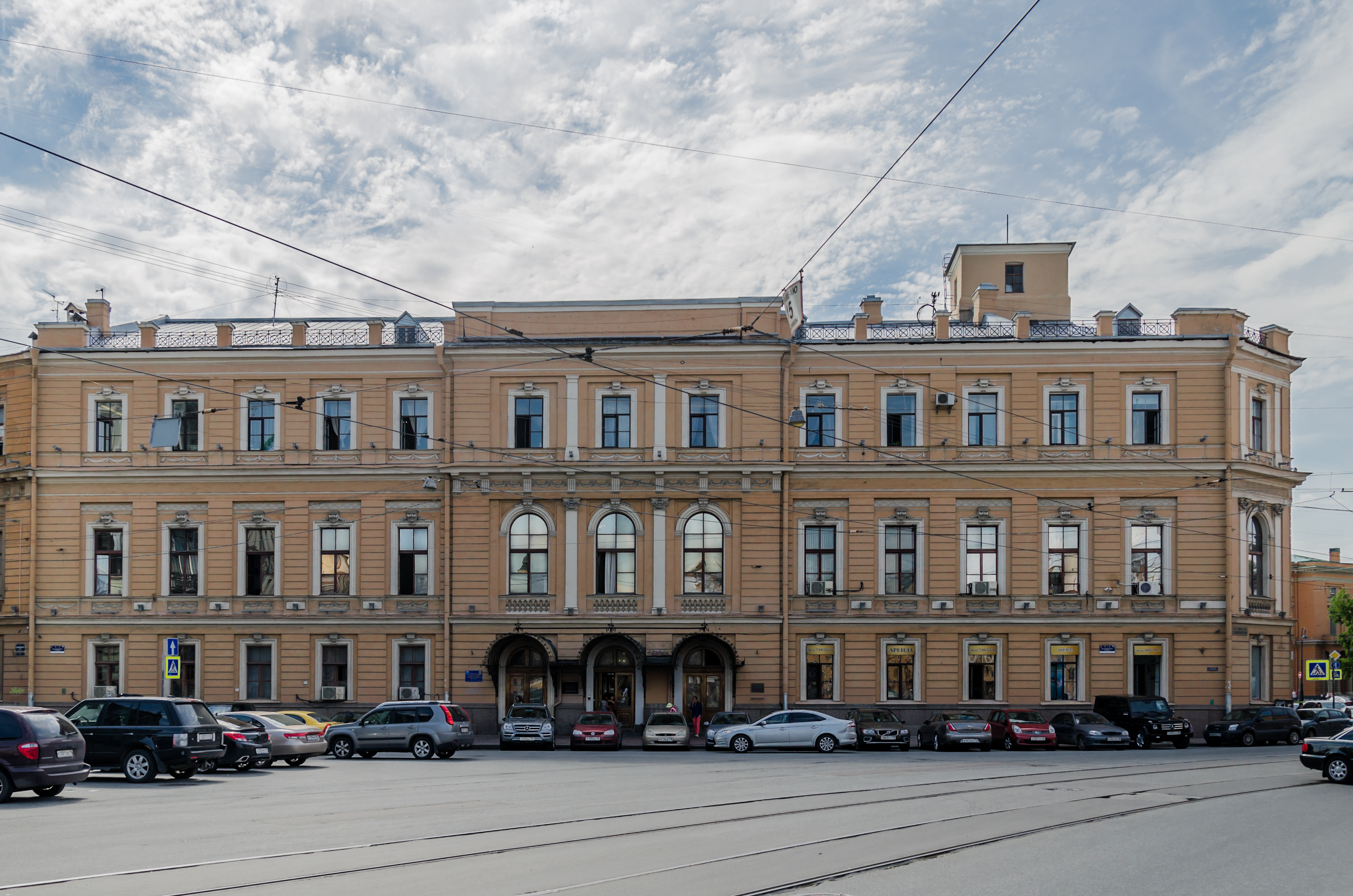
Будівля Інженерного Відомства, Караванна вулиця, 1

За однією з версій вулиця отримала свою назву у зв'язку з тим, що на ній замість нинішнього будинку 12 знаходився Слоновий двір. А на Караванній вулиці розташовувався караван-сарай — житлові споруди погоничів слонів. Слони були подаровані імператриці Єлизаветі Петрівні у 1741 році перським шахом Надіром . Пізніше Слоновий двір був переведений у район Ліговського каналу.
20 серпня 1919 Караванна вулиця була перейменована на честь організатора військових політичних навчальних закладів Червоної Армії, петроградця Миколи Гуровича Толмачова (1895—1919).

## Історія перейменувань

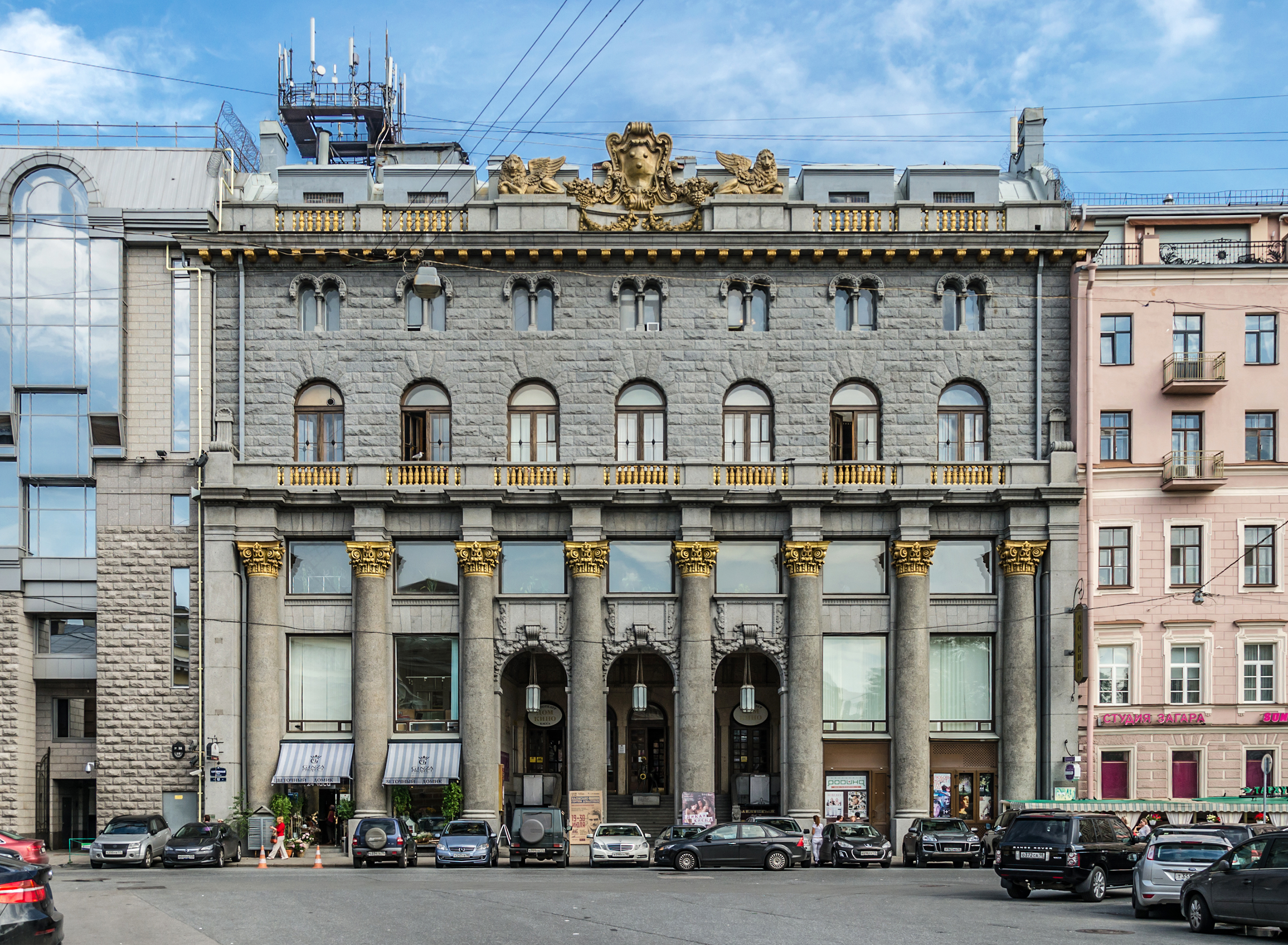
«Будинок кіно», Караванна вулиця, 12

- 1777 — Коровайна вулиця
- 1788 — 20 серпня 1919 — Караванна вулиця (первісна назва);
- 20 серпня 1920 року — 4 жовтня 1991 року — вулиця Толмачова
- з 4 жовтня 1991 року — Караванна вулиця

## Примітні будівлі та споруди
Більшість будинків побудована у другій половині XIX століття .
По непарному боці:
- № 1 (Інженерна вулиця / площа Бєлінського)</img> — будівля Інженерного Відомства (Головного управління козацьких військ та Головного військово-медичного управління), 1880—1882 рр., арх-ри Х. І. Грейфан, О. А. Карбоньєр, військовий. інж. Д. Ст. Покотилів.
- № 9</img> — житловий будинок страхового товариства «Саламандра та ін» (будинок Північного банку), 1847, арх. А. Х. Пель, перебудований у 1911—1911 рр. (Граж. інж. К. Н. Леонтьєв). У цьому будинку в 1906—1907 роках знаходилося видавництво «Вперед» та його книгарня, де неодноразово бував Ст. І. Ленін .

По парній стороні:
- № 4 — колишній особняк А. І. Мусіна-Пушкіна (Паніних) (перебудований в 1832, архітектор А. К. Кавос і в 1841, архітектор А. І. Мусіна-Пушкіна). І. Штакеншнейдер);
- № 8 — прибутковий будинок (перебудований у 1864 році, архітектор Н. А. П. Гребінка);
- № 12</img> — Будинок кіно, колишня будівля Петроградського губернського кредитного товариства та кінотеатр «Сплендід-палас» (1914—1916, архітектор К. К.). З. Бобровський, скульптор А. Є. Громів).
- № 20</img> — особняк Наришкіної, 1844, арх-ри С. . Пономарьов, Б. де Симон.
- № 22</img> — колишній особняк А. Ф. Львова (Побудований на початку XIX століття, перебудований у 1841 році, архітектор А. А.). До. Кавос).
- № 24-26 (набережна р. Фонтанки, 25)</img> — будинок Г. Зіміна (М. А. А. Шаховській), XVIII ст., перебудований у 1820-1830-х і в 1909—1910 рр. під проводом арх. І. А. Фоміна.
- № 28/66/29 — Прибутковий будинок П. І. Лихачова (1877—1878, архітектор А. А.). Ст. Іванов).